# Woodham Walter
Woodham Walter is een civil parish in het bestuurlijke gebied Maldon, in het Engelse graafschap Essex met 532 inwoners.